# アイドルマスター スターリットシーズン
『アイドルマスター スターリットシーズン』（THE IDOLM@STER STARLIT SEASON）は、バンダイナムコエンターテインメントより2021年10月14日にPlayStation 4/Steamにて発売および配信されたゲームソフト。略称は『スタマス』。「アイドルマスターシリーズ」の一作。

## 概要
2019年12月26日配信の「ゆくM@S くるM@S 2019」において、本作にあたる新規家庭用タイトルの制作を公開。元々はアイドルマスター15周年に合わせた物ではなく、765プロ・『アイドルマスター シンデレラガールズ』・『アイドルマスター ミリオンライブ!』の3タイトルによる企画であったが、開発遅延により15周年企画の時期の発表にずれ込み、その間に『アイドルマスター シャイニーカラーズ』のサービス開始も重なった結果、4タイトル合同になったという。
2020年1月20日に配信された「アイドルマスター家庭用最新作制作発表会」において、本作のタイトルと出演キャストが正式発表された。このゲームソフトには、765プロオールスターズに加え、『アイドルマスター シンデレラガールズ』、『アイドルマスター ミリオンライブ!』、『アイドルマスター シャイニーカラーズ』から、それぞれ5人のアイドルがゲームの中に登場する。
なお、「アイドルマスターシリーズ」の家庭用タイトルとしては2017年発売のPlayStation 4用ソフト『アイドルマスター ステラステージ』以来となり、シリーズでは初のPC（Steam）とのマルチプラットフォームにもなる。
2020年10月6日に配信された『スターリットレポート！』にて、新たなキャストと新たなゲームシステム、毎週木曜日にアイドルマスターの公式ツイッターでプロジェクトルミナスの4コマ漫画が掲載されるとともに、本作の発売が新型コロナウイルスの影響で2021年に延期されることが発表された。そして、2021年2月6日に配信された『スターリットレポート特大号～発売日告知SP～』において、発売日が2021年5月27日に決まったことが発表された。しかし、3月10日に「さらなるクオリティアップの為」との理由から、10月14日への延期が発表された。それに伴い、4コマ漫画も隔週木曜日の更新に変更された。
また、ダウンロードコンテンツとして、本編終了後の物語を描いたシナリオが追加配信される。

## 特徴
『アイドルマスター』（765プロオールスターズ）、『アイドルマスター シンデレラガールズ』、『アイドルマスター ミリオンライブ!』、『アイドルマスター シャイニーカラーズ』の4タイトルからアイドルがゲームの中に登場する。765プロの高木社長が考案した各事務所を超えた合同プロジェクト「Project LUMINOUS」（プロジェクトルミナス）をプロデュースすることが目的となる。
765プロオールスターズからの13人（全員）、シンデレラ・ミリオン・シャイニーカラーズからの各5人ずつに加え本作オリジナルの新アイドルとして奥空 心白（おくぞら こはく）が登場する。アイドルの選定は、アイドルたちの交流時のエピソードや組み合わせなどを意識して選定しており、設定的にも各事務所ごとに思惑がある人選となっている。
ゲームエンジンにはUnreal Engine 4がシリーズで初めて採用されている。前作『プラチナスターズ』と『ステラステージ』のビジュアル表現が一つの完成系であったため、それを超えるものを目指すためと、PCとのマルチ展開に向いていたことが理由として挙げられている。新規のレンダリング技術エモーショナルトゥーンが取り入れられており、光や空気感といった表現、ライブでアイドルが流す汗などが描かれている。
『アイドルマスター SideM』の男性アイドルについてはプロデュース対象としては登場しない。これについて公式サイトにて「プロデューサーのみなさんには申し訳ないのですが、今回は結成したプロジェクトルミナスを中心に考えているので彼女たちをしっかり描くことに注力しています。ですので、SideMのメンバーが3Dモデルで歌って踊るといったシーンはございません。」とFAQで回答している。

## ゲームシステム
プロデュース
本作では3月から12月までの10ヶ月がプロデュース期間となっている。以前のシリーズでは1週間ずつゲームが進行していたのに対し、本作では1日ずつ進行する。
春夏秋冬で区切られた各準備期間ごとに試練が設定されており、それを乗り越えていくことが目標となる。
ライブ
『ワンフォーオール』などと同じくボタンをタイミングよく押すシステムを採用。

## 登場人物
※はダウンロードコンテンツで追加されるプレイアブルキャラクター。ルミナスの活動をサポートするメンバーとして登場する。

### Project LUMINOUS（プロジェクトルミナス）
本作のプロデュース可能キャラクター。765プロの高木順二朗社長（声 - 大塚芳忠）が発起人となり、各事務所に呼び掛ける形で召集された。

#### アイドルマスター
- 天海春香（声 - 中村繪里子）
- 如月千早（声 - 今井麻美）
- 星井美希（声 - 長谷川明子）
- 萩原雪歩（声 - 浅倉杏美）
- 高槻やよい（声 - 仁後真耶子）
- 秋月律子（声 - 若林直美）
- 三浦あずさ（声 - たかはし智秋）
- 水瀬伊織（声 - 釘宮理恵）
- 菊地真（声 - 平田宏美）
- 双海亜美（声 - 下田麻美）
- 双海真美（声 - 下田麻美）
- 四条貴音（声 - 原由実）
- 我那覇響（声 - 沼倉愛美）

#### シンデレラガールズ
- 安部菜々（声 - 三宅麻理恵）
- 神崎蘭子（声 - 内田真礼）
- 城ヶ崎美嘉（声 - 佳村はるか）
- 双葉杏（声 - 五十嵐裕美）
- 諸星きらり（声 - 松嵜麗）
- 高垣楓（声 - 早見沙織）※[13]

#### ミリオンライブ!
- 春日未来（声 - 山崎はるか）
- 最上静香（声 - 田所あずさ）
- 伊吹翼（声 - Machico）
- 白石紬（声 - 南早紀）
- 桜守歌織（声 - 香里有佐）
- 田中琴葉（声 - 種田梨沙）※[13]

#### シャイニーカラーズ
- 白瀬咲耶（声 - 八巻アンナ）
- 小宮果穂（声 - 河野ひより）
- 杜野凛世（声 - 丸岡和佳奈）
- 大崎甘奈（声 - 黒木ほの香）
- 大崎甜花（声 - 前川涼子）
- 田中摩美々（声 - 菅沼千紗）※[13]

#### オリジナルアイドル
- 奥空心白（声 - 田中あいみ）

### DIAMANT（ディアマント）
本作のライバルキャラクター。961プロダクション社長の黒井崇男（声 - 子安武人）が送り込んだユニット。
- 玲音（声 - 茅原実里）
- 詩花（声 - 高橋李依）
- 亜夜（声 - 日高里菜）

### その他の登場人物
- 音無小鳥（声 - 滝田樹里）
- 千川ちひろ（声 - 佐藤利奈）
- 青羽美咲（声 - 安済知佳）
- 七草はづき（声 - 山村響）
- 天井努 （声 - 津田健次郎）
- 奥空眞弓（声 - 勝生真沙子）

### ライバルアイドル
フェスのライバルアイドルとして、過去作のアイドルが登場する。ボイスや3Dモデルはないが、専用のカットインイラストが用意されている。
- 『THE IDOLM@STER Dearly Stars』
  - ディアリースターズ（日高愛・水谷絵理・秋月涼）
  - サイネリア
  - 桜井夢子
- 『アイドルマスター SideM』
  - Jupiter（天ヶ瀬冬馬・御手洗翔太・伊集院北斗）
  - DRAMATIC STARS（天道輝・桜庭薫・柏木翼）

## 楽曲
楽曲ごとに歌唱メンバーが設定されており、歌唱に対応したメンバーは歌い分けがなされる。他事務所の楽曲に関しても一部コラボ歌唱音源が収録されている。
楽曲タイトル後の括弧内に記載されているメンバーは歌唱に対応している。それぞれの事務所メンバー全員が歌唱できる場合は、「アイドルマスター」はAS、「シンデレラガールズ」はCG、「ミリオンライブ」はML、シャイニーカラーズはSCと略称で記載。ただし、DLC追加アイドル（楓・琴葉・摩美々）はコラボ楽曲に関しては歌い分けは非対応となっている。
初めてゲームで使用された曲は太字で表記する。

### 初期収録曲
- SESSION!（春香、伊織、真、響、菜々、杏、未来、甘奈、甜花、心白）
- 夏のBang!!（美希、雪歩、やよい、亜美、真美、美嘉、きらり、翼、歌織、果穂、心白）
- アイシテの呪縛 〜Je vous aime〜（千早、律子、あずさ、貴音、蘭子、静香、紬、咲耶、凛世、心白）
- GR@TITUDE（AS、CG、ML、SC、心白）
- EVER RISING（心白、亜夜）
- 1st Call（961）
- THE IDOLM@STER（AS、CG、ML、SC、心白）
- READY!!（AS、SC）
- MUSIC♪（AS）
- ToP!!!!!!!!!!!!!（AS）
- お願い！シンデレラ（CG、ML）
- Star!!（CG）
- M@GIC☆（CG）
- Brand New Theater!（AS、CG、ML）
- Thank You!（AS、ML）
- UNION!!（AS、ML）
- Spread the Wings!!（AS、SC）
- Multicolored Sky（SC）
- Ambitious Eve（SC）
- オーバーマスター（AS、961）

### DLC追加楽曲
- なんどでも笑おう（AS、心白、亜夜）
- M@STERPIECE（AS）
- ダンス・ダンス・ダンス（千早、律子、あずさ、貴音、蘭子、楓、静香、紬、咲耶、凛世、心白、玲音）
- KAWAIIウォーズ（春香、伊織、真、響、菜々、杏、未来、琴葉、甘奈、甜花、心白、詩花）
- 全力★ドリーミングガールズ（美希、雪歩、やよい、亜美、真美、美嘉、きらり、翼、歌織、果穂、摩美々、心白、亜夜）
- IDOL☆HEART（AS）

## CD
THE IDOLM@STER STARLIT SEASON
2021年10月6日からリリースされている、本ゲーム用に作成された楽曲を収録したCDシングルシリーズ。

## ライブイベント
| 公演日         | タイトル                                                                          | 会場                           | 出演者                                                                                               | 備考                                                                  | 出典   |
| -------------- | --------------------------------------------------------------------------------- | ------------------------------ | --- | --------------------------------------------------------------------- | ------ |
| 2021年10月11日 | スタマス発売直前！アイドルマスター スターリットシーズン スペシャルトーク&ステージ | 未来研スタジオ（東京都）       | 中村繪里子、長谷川明子、五十嵐裕美、三宅麻理恵、香里有佐、南早紀、丸岡和佳奈、八巻アンナ、田中あいみ | 無観客の配信イベント。 有料パートを含めた全編は「ASOBISTAGE」で配信。 | [ 19 ] |
| 2022年5月14日  | バンダイナムコエンターテインメントフェスティバル 2nd                              | ZOZOマリンスタジアム（千葉県） | 中村繪里子、平田宏美、三宅麻理恵、五十嵐裕美、山崎はるか、黒木ほの香、前川涼子、田中あいみ           |                                                                       | [ 20 ] |
| 2025年2月1日   | 961 PRODUCTION presents 『Re:FLAME』追加公演 Re:FLAME/DUSK                        | フェニーチェ堺（大阪府）       | 奥空心白、亜夜                                                                                       | ゲストとして出演。                                                    | [ 21 ] |
| 2025年12月13日 | THE IDOLM@STER M@STERS OF IDOL WORLD 2025                                         | 京セラドーム大阪（大阪府）     | 田中あいみ、日高里菜                                                                                 | ゲストとして出演。                                                    | [ 22 ] |

## 評価
ファミ通のクロスレビューでは9/10/9/9の40点満点中37点でプラチナ殿堂入りを果たした。